# ريناتا مانتيرولا
ريناتا مانتيرولا (بالإسبانية: Renata Manterola)‏ (2 مايو 1995) هي ممثلة وعارضة أزياء مكسيكية، والمعروفة عن دور فينيسا كروز في مسلسل لحن الانتقام. هي أخت باتريسيا مانتيرولا.

## مسيرتها الفنية
ظهرت لأول مرة في عام 2016 في سلسلة An Any Day، بدور لورينا. عملت في أوبرا الصابون 3 عائلات ( 2017 ). في العام التالي، كان لها أول تجربة سينمائية. في عام 2019، حضرت جوائز TVyNovelas، ولعبت دور فانيسا في المسلسل التلفزيوني لحن الانتقام. في وقت لاحق، انضمت إلى فريق الموسم السابع من سيد السماوات في دور لوزما كاسياس. 

## الحياة الشخصية
هي أخت المغنية والممثلة باتريشيا مانترولا.

## فيلموغرافيا

### التلفزيون
| عام  | مسلسل        | دور                      | قناة            | المرجع. |
| ---- | ------------ | ------------------------ | --------------- | ------- |
| 2016 | في اي يوم    | لورينا                   | ازتيك ثلاثة عشر |         |
| 2016 | في اي يوم    | بابي السكر               | ازتيك ثلاثة عشر | [ 1 ]   |
| 2017 | 3 عائلات     | فرناندا فير ديل بيدريجال | ازتيك ثلاثة عشر |         |
| 2019 | لحن الانتقام | فانيسا كروز              | النجوم          |         |
| 2019 | سيد السماوات | لوز مارينا لوزما كاسياس  | تيلموندو        |         |

### السينما
| عام  | فيلم  | دور     | الملاحظات | المرجع. |
| ---- | ----- | ------- | --------- | ------- |
| 2018 | رعديد | دانييلا | فيلم قصير | [ 1 ]   |

## الروابط الخارجية
.